# Генріх Шмідтгаль
Генріх Шмідтгаль (нім. Heinrich Schmidtgal / каз. Генрих Шмидтгаль; нар. 20 листопада 1985, Єсік, Казахська РСР) — казахський футболіст німецького походження, захисник та півзахисник. Виступав за національну збірну Казахстану.

## Клубна кар'єра
У 2-річному віці переїхав з батьками до Шлос-Гольте-Штукенброка в Північній Рейн-Вестфалії. Навчався в школі Ганс-Еренберг у Білефельді. Після Евальда Лінена та Сорена Бренді Генріх став третім випускником цієї школи, який закріпився у професіональному футболі.
Футболом розпочав займатися в скромному клубі «Геферег», звідки потрапив до структури «Ферля». 27 серпня 2003 року дебютував у дорослому футболі в програному (2:3) поєдинку 2-го туру Оберліги «Вестфалія» проти «Гютерсло», в якому вийшов на заміну на 65-й хвилині, а на 90-й хвилині відзначився своїм першим голом у дорослому футболі. Будучи гравцем молодіжної команди, у сезоні 2003/04 років зіграв 10 матчів за головну команду клубу в Оберлізі. У новому сезоні після завершення юнацької кар'єри став основним гравцем дорослої команди, за яку провів 29 матчів та відзначився 4-ма голами. Шмідтгаль вдало виступав, завдяки чому викликав інтерес з боку Марселя Коллера, тодішнього тренера «Бохум», який підписав його на сезон 2007/08 років. У Бохумі Генріха використали в резервній команді, у той же час він тренувався з професіональною командою, яка на той час грала в Бундеслізі. Після нетривалого перебування у першій команді Коллер перевів його до тренувань з резервною командою.
У сезоні 2009/10 років перейшов до клубу Другої Бундесліги «Рот-Вайс» (Обергаузен), в якому зайняв звичну для себе позицію півзахисника. Дебютним голом у професіональному футболі відзначився в поєдинку 7-го туру проти «Дуйсбурга». У листопаді 2010 року він порвав двоголовий м'яз стегна біля коліна в домашньому матчі проти «Армінії» (Білефельд) (3:0), через що змушений був зробити чотиримісячну перерву в кар'єрі. 9 квітня 2011 року повернувся на футбольне поле в матчі 29-го туру проти «Фортуни» з Дюссельдорфа. Його контракт командою діяв до 30 червня 2011 року й не був продовжений після вильоту «Рот-Вайса» до нижчого дивізіону.
У сезоні 2011/12 років перейшов до «Гройтер Фюрта», з яким підписав дворічний контракт. З «Фюртерном» за підсумками сезону 2011/12 років вийшов у Бундеслігу, де дебютував 25 серпня 2012 року в поєдинку проти «Баварії» під керівництвом тренера Міхаеля Бюскенса. Проте за підсумками сезону команда повернулася в Другу Бундеслігу. Окрім цього, Абдул Рахман Баба витіснив Шмідтгаля з позиції лівого захисника. Через відсутність ігрової практики вирішив не продовжив контракт з «Фюртом» й напередодні старту сезону 2013/14 років перейшов до «Фортуни» (Дюссельдорф). Підписав з новим клубом контракт, розрахований до 30 червня 2015 року, але по завершенні сезону 2014/15 років сторони вирішили його не продовжувати.
У сезоні 2015/16 років перебував на контракті у «Франкфурті». З Гессенським клубом уклав договір до 2017 року. У липні 2015 року йому зробили операцію на коліні, через що Генріх так і не зміг зіграти за «Франкфурт». влітку 2016 року, після вильоту команди в Третю лігу, оголосив про завершення футбольної кар'єри.

## Кар'єра в збірній
У 2008 році Бернд Шторк, новопризначений тренер збірної Казахстану, переглядав німецьких гравців, які народилися в Казахстані. Це дослідження виявило Сергія Карімова, Юрія Юдта, Костянтина Енгеля та Генріха Шмідтгаля. 3 вересня 2010 року Шмідтгаль дебютував за збірну Казахстану в матчі кваліфікації чемпіонату Європи 2012 проти Туреччини. Згідно з правилами УЄФА, Шмідтгаль не отримав права грати за збірну Казахстану в другому матчі кваліфікації проти Австрії у Відні, оскільки Шмідтгаль ще не отримав казахстанське громадянство й отримав лише попереднє посвідчення особи (тимчасовий документ, не дійсний за межами Казахстану). Згодом це питання було вирішено шляхом отримання Шмідтгалем подвійного громадянства (німецько-казахстанського).
Зіграв 12 матчів за збірну Казахстану Шмідтгаль, відзначився першим голом у програному (1:4) поєдинку групового етапу кваліфікації чемпіонату світу 2014 року проти Німеччини.

## Досягнення
«Ферль»
- Оберліга «Вестфалія»
  -  Чемпіон (1): 2006/07

«Гройтер Фюрт»
- Друга Бундесліга
  -  Чемпіон (1): 2011/12

## Статистика виступів за збірну
| Дата       | Місто   | Господарі | Результат | Гості       | Турнір            | Голи | Примітки |
| ---------- | ------- | --------- | --------- | ----------- | ----------------- | ---- | -------- |
| 03/09/2010 | Астана  | Казахстан | 0 – 3     | Туреччина   | Відбір до ЧЄ 2012 | -    |          |
| 08/10/2010 | Астана  | Казахстан | 0 – 2     | Бельгія     | Відбір до ЧЄ 2012 | -    |          |
| 12/10/2010 | Астана  | Казахстан | 0 – 3     | Німеччина   | Відбір до ЧЄ 2012 | -    |          |
| 03/06/2011 | Астана  | Казахстан | 2 – 1     | Азербайджан | Відбір до ЧЄ 2012 | -    |          |
| 02/09/2011 | Стамбул | Туреччина | 2 – 1     | Казахстан   | Відбір до ЧЄ 2012 | -    |          |
| 11/10/2011 | Астана  | Казахстан | 0 – 0     | Австрія     | Відбір до ЧЄ 2012 | -    |          |
| Усього     |         | Матчів    | 6         |             | Голів             | 0    |          |